# Your River
Your River ist ein Lied der Gothic-Metal-Band My Dying Bride, das die Band 1993 veröffentlichte. Es erschien in der Frühphase des Genres und avancierte zu einem Clubhit.

## Hintergrund und Veröffentlichungen
Your River wurde zwischen Juni und Juli 1993 im Zuge der Aufnahmen des zweiten Studioalbums Turn Loose the Swans in den Academy Studios in West Yorkshire unter der produzierenden und technischen Begleitung von Robert ‘Mags’ Magoolagan aufgenommen. Zur Aufnahme bestand My Dying Bride aus dem Sänger Aaron Stainthorpe, den Gitarristen Andrew Craighan und Calvin Robertshaw, dem Bassisten Adrian Jackson, dem Schlagzeuger Rick Miah und dem Keyboarder und Geiger Martin Powell. Powells, bis dahin dezent akzentuierendes, Geigenspiel nahm erstmals eine zentrale Rolle im Songwriting der Band ein und wurde so auch für Your River als ein Leadinstrument neben der Gitarre genutzt. Die Musik wurde von My Dying Bride gemeinsam geschrieben. Stainthorpe zeichnete derweil generell für die Liedtexte der Band verantwortlich. Das Stück avancierte zu einem Club-Hit der Band und wurde fester Bestandteil des Live-Repertoires.

## Musik und Text
Das elegische Your River ist eines der maßgebenden Stücke des Gothic Metal. Als „herzergreifend“ gilt der klagende und leidende Gesang von Stainthorpe, der von „eingestreuten Growls“ kontrastiert wird. Stainthorpe nutzte das erste Mal in seiner Karriere Klargesang, was ihm folgende neue Möglichkeiten zum Ausdruck eröffnete. Instrumental beginnt Your River mit einem repetitiven Gitarrenriff gefolgt von einer avantgardistischen Bridge die in den Hauptteil aus schweren melodischen Riffs mit melodieführender Geige überleitet. Das intonierende Riff wird auf „stark verhallten Akustikgitarren“ gespielt. Der Hauptteil des Albums nutzt indes eine hohe, beinah progressive Dynamik zwischen Death-Doom-Riffing, Stainthorpes leidendem Klargesang und Growling-Einschüben.

„Die Musik ist […] vertonte Bitterkeit, immer am schmalen Grat zur Zerbrechlichkeit wandernd. Dennoch gibt es immer wieder zarte Hoffnungsschimmer und klitzekleine Lichtblicke.“

Das dynamische Stück wurde im 4/4-Takt und im Grundton E-Dur bei einem Tempo von 77 BpM geschrieben. Das Stück gilt als besonders emotional, durchschnittlich energiegeladen und wenig tanzbar.

## Wahrnehmung
Your River wurde neben The Crown of Sympathy als eines der „Highlights“ des Albums Turn Loose the Swans gelobt. Als ein „Meilenstein des Doom (beziehungsweise Gothic) Metal“ der „die musikalische und emotionale Bandbreite der Band“ aufzeige wurde es zu einem „Klassiker“ der Band und des gesamten Gothic Metal. Das kanonische Stück des Gothic und Doom Metal wurde als eines der besten Stücke der Gruppe gelobt. Insbesondere das Gitarrenspiel habe sich als Höhepunkt in der Karriere von My Dying Bride erwiesen. Das Stück erwies sich als Ausdruck einer physischen und psychischen Erschöpfung, den die Band in späteren noch Vermitteln sollte, doch Your River sei eines der frühesten und reinsten Beispiele dieser transportierten Zermürbung.